# Phill Jones
Phillip Charles George Jones, detto Phill (Christchurch, 25 gennaio 1974), è un ex cestista neozelandese.
Era un'ala piccola di 196 centimetri. La sua caratteristica principale era la grande precisione al tiro da tre punti.

## Carriera
Jones ha iniziato la sua carriera nel 1993 in Nuova Zelanda, in quei Nelson Giants con cui giocherà centinaia di partite negli anni a seguire. Nel 1998 inizia la sua prima parentesi in Finlandia, paese dove giocherà fino al 2002 dividendosi tra Kouvot ed Espoon Honka.
Dal 2002 al 2006, escludendo un intermezzo in Nuova Zelanda, è stato uno degli elementi più importanti nel sistema di gioco della Pallacanestro Cantù, di cui è stato anche capitano. Nella stagione 2004-2005 è stato il terzo miglior tiratore da tre del campionato, con il 47,8%. Provvisto di passaporto inglese, poteva essere impiegato come comunitario.
Con la Nuova Zelanda ha disputato le Olimpiadi di Sydney 2000, i Mondiali di Indianapolis 2002 e le Olimpiadi di Atene 2004.
Inizialmente ritiratosi all'età di 40 anni per diventare dirigente dei Nelson Giants al termine del campionato neozelandese 2014, nel marzo 2015 ha accettato di giocare un'ulteriore stagione.

## Palmarès
- Campionato finlandese: 1

Kouvot Kouvola: 1998-99